# Deathstalker (film)
Deathstalker är en argentinsk-amerikansk fantasy-äventyrsfilm från 1983. Filmen är regisserad av James Sbardellati med manus skrivet av Howard R. Cohen.

## Rollista
| Rick Hill       | – Deathstalker |
| Barbi Benton    | – Codille      |
| Richard Brooker | – Oghris       |
| Lana Clarkson   | – Kaira        |
| Victor Bo       | – Kang         |
| Bernard Erhard  | – Munkar       |
| Augusto Larreta | – Salmaron     |
| Verónica Llinás | – Toralva      |
| Marcos Woinsky  | – Gargit       |
| Adrián De Piero | – Nicor        |
| Jorge Sorvik    | – King Tulak   |

## Uppföljare
- Deathstalker II Duel of the Titans (1987)
- Deathstalker III The Warriors from Hell (1988)
- Deathstalker IV: Match of Titans (1990)